# Acanthametropus pecatonica
Ephémère de la rivière Pecatonica
Statut de conservation UICN

 EX  : Éteint
Espèce
Synonymes
- Metreturus pecatonica Burks, 1953

Acanthametropus pecatonica, l'Ephémère de la rivière Pecatonica, est une espèce d'insectes appartenant à l'ordre des éphéméroptères.

## Répartition géographique
Cette espèce se rencontrait en Amérique du Nord, au Wisconsin et en Illinois.

## Référence
- (en) Burks, 1953 : The mayflies, or Ephemeroptera, of Illinois. Bulletin of the Illinois Natural History Survey, vol. 26, p. 1-216.